# Birger Hammar
Otto Birger Hammar, född 22 augusti 1872 i Göteborg, död 30 juni 1948 i Stockholm, var en svensk affärsman.
Birger Hammar var son till fabrikören Otto Jansson och bror till John Hammar. Efter mogenhetsexamen 1890 var han 1891–1895 anställd hos grosshandelsfirman Örnberg & Andersson AB i Göteborg. Hammar flyttade 1898 över till AB de Lavals glödlampsfabrik Svea i Stockholm, först som resande i Tyskland och därefter som inspektör för bolagets utländska agenturer. 1896 grundade han en egen firma som representant för Gustaf de Lavals intressen och medverkade aktivt vid bildandet av ett flertal internationella exportsyndikat för kalciumkarbid. Vid världsutställningen i Liège 1905 var Hammar jurymedlem. 1915 återflyttade han till Sverige och grundade i Stockholm Hammar & co. AB, en framgångsrik firma för import-, export- och agenturaffärer. Hammar företog vidsträckta affärsresor i utlandet och utgav ett flertal skrifter i handelspolitiska frågor. Han var en av de ledande inom Utlandssvenskarnas förening från dess bildande och dess förste vice ordförande från 1939.